# 児童委員
児童委員（じどういいん）とは、日本の市町村の区域に配置されている民間の奉仕者である。根拠法は児童福祉法第16条。

## 概要
児童委員は民生委員を兼ねることとなっている（児童福祉法第16条第2項）。
民生委員は「当該市町村の議会の議員の選挙権を有する者」「人格識見高く、広く社会の実情に通じ、且つ、社会福祉の増進に熱意のある者」の中から都道府県知事又は政令指定都市若しくは中核市の長の推薦し、厚生労働大臣が委嘱することによって決定される過程において、児童委員としても適当である者について行わなければならないと規定している。法の附則により民生委員は「当該市町村の議会の議員の選挙権を有する者であって成年に達した者」と定められていることから、児童委員は法律で事実上の国籍条項が規定され、「日本国籍を持つ成年者」であることが要件となっている。
厚生労働大臣は地方社会福祉審議会の同意を経たうえで都道府県知事の具申に基いて、民生委員を解嘱される過程で、児童委員も解嘱される。

### 職務
児童委員は以下の職務を行う（児童福祉法第17条第1項）。
- 児童及び妊産婦につき、その生活及び取り巻く環境の状況を適切に把握しておくこと。
- 児童及び妊産婦につき、その保護、保健その他福祉に関し、サービスを適切に利用するために必要な情報の提供その他の援助及び指導を行うこと。
- 児童及び妊産婦に係る社会福祉を目的とする事業を経営する者又は児童の健やかな育成に関する活動を行う者と密接に連携し、その事業又は活動を支援すること。
- 児童福祉司又は福祉事務所の社会福祉主事の行う職務に協力すること。
- 児童の健やかな育成に関する気運の醸成に努めること。
- 必要に応じて、児童及び妊産婦の福祉の増進を図るための活動を行うこと。
- 売春防止法の施行に関し、婦人相談所及び婦人相談員に協力すること（売春防止法第37条）
- 母子及び父子並びに寡婦福祉法の施行について、福祉事務所の長又は母子・父子自立支援員の行う職務に協力すること（母子及び父子並びに寡婦福祉法第10条）

児童委員はその職務に関して、都道府県知事などの指揮監督を受ける。
市町村長は児童福祉法第17条第1項及び第2項に規定する事項に関し、児童委員に対して援助を必要とするものに関する必要な資料の作成を依頼し、その他児童委員の職務に関して必要な指導をすることができる。児童委員はその担当区域内における児童又は妊産婦に関し、必要な事項につき、その担当区域を管轄する児童相談所長又は市町村長にその状況を通知し、併せて意見を述べなければならない。児童委員が通知をするときは、緊急の必要があると認める場合を除き、市町村長を経由するものと規定している。

## 主任児童委員
厚生労働大臣は、児童委員のうちから、主任児童委員を指名する。都道府県知事又は政令指定都市若しくは中核市の長は地方社会福祉審議会の意見を聴くよう努めた上で市町村に設置された民生委員推薦会が推薦した者について行うものとする。都道府県知事及び民生委員推薦会は、児童委員を兼ねる民生委員の推薦を行うに当たって、当該推薦に係る者のうちから主任児童委員として指名されるべき者を明示しなければならない。
主任児童委員は児童福祉法第17条第1項各号に掲げる児童委員の職務について、児童の福祉に関する機関と児童委員（主任児童委員である者を除く）との連絡調整を行うとともに、児童委員の活動に対する援助及び協力を行う。